# Мавпа де Луа

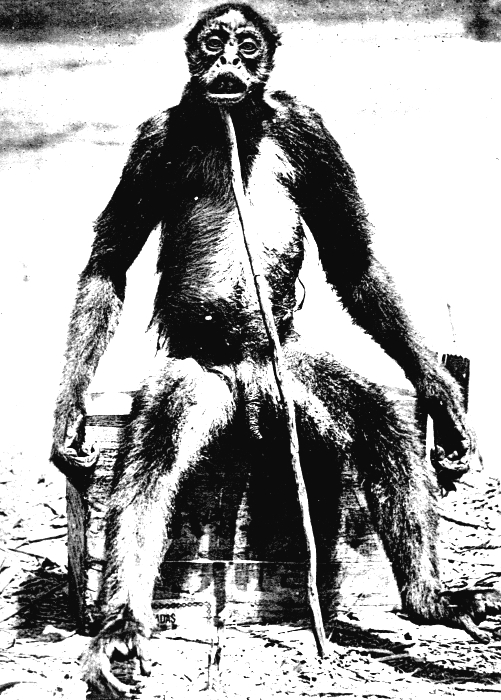
Фотографія Франсуа де Луа

Мавпа де Луа (Ameranthropoides loysi) — гіпотетичний вид великих американських мавп, про існування якого в Колумбії повідомив у 1920 році швейцарський геолог Франсуа де Луа, що проводив дослідження в Південній Америці .
Єдиним можливим доказом його існування, крім слів де Луа, є зроблена ним фотографія застреленої тварини. Джордж Мортадон та інші вчені спочатку прийняли тварину, описану де Луа, за невідомий вид вищих приматів .
Більшість сучасних учених або вважають тварину, описану де Луа, коатою (павукоподібною мавпою) або відкидають це повідомлення як містифікацію.